# سيريل أشتون
سيريل أشتون (بالإنجليزية: Cyril Ashton)‏ هو قسيس بريطاني، ولد في 6 أبريل 1942 في Coxhoe ‏ في المملكة المتحدة.